# Ə
Əə – litera rozszerzonego alfabetu łacińskiego. Stosowana we współczesnym alfabecie azerskim. Ponadto w międzynarodowym alfabecie fonetycznym podobna litera oddaje dźwięk określany mianem „szwy” (schwa), co z hebrajskiego tłumaczy się jako „nic”.
| znak | kod    | opis                       |
| ---- | ------ | -------------------------- |
| Ə    | U+018F | ʟᴀᴛɪɴ ᴄᴀᴘɪᴛᴀʟ ʟᴇᴛᴛᴇʀ sᴄʜᴡᴀ |
| ə    | U+0259 | ʟᴀᴛɪɴ sᴍᴀʟʟ ʟᴇᴛᴛᴇʀ sᴄʜᴡᴀ   |